# Senecio madariagae
Senecio madariagae là một loài thực vật có hoa trong họ Cúc. Loài này được Phil. miêu tả khoa học đầu tiên năm 1891.